# Camps-sur-l'Isle
Camps-sur-l'Isle è un comune francese di 535 abitanti situato nel dipartimento della Gironda nella regione della Nuova Aquitania.

## Società

### Evoluzione demografica
Abitanti censiti